# 多田野久
多田野 久（ただの ひさし、1931年12月15日 - 2008年11月10日）は、日本の経営者。タダノ社長、会長を務めた。

## 経歴
香川県出身。1951年に徳島大学工学部を中退し、同年に多田野鉄工所(のちのタダノ)に入社。
1977年に取締役に就任し、1979年11月に常務、1980年11月に専務を経て、1987年11月には副社長に就任し、1989年6月には社長に昇格。1997年6月に会長を経て、2002年4月に取締役相談役に就任。
1994年11月に藍綬褒章を受章。
2008年11月10日悪性リンパ腫のために死去。76歳没。